# La Tondue de Chartres
La Tondue de Chartres est une photo de Robert Capa prise le 16,, août 1944 dans une rue de Chartres  (Eure-et-Loir) au moment de la libération de la ville (la légende de Magnum porte par erreur la date du 18 août). On y voit une jeune femme rasée et marquée au fer rouge sur le front qui serre contre elle un nourrisson. Elle est conspuée par une foule qui l’entoure. Publiée dans le magazine américain Life le mois suivant puis reprise dans de nombreux journaux, cette photo mondialement connue  est devenue emblématique de l'épuration sauvage en France à la Libération,. 

## Contexte
À la Libération de la France et avant que les cours de justice et chambres civiques ne soient créées et installées, Résistants et populations, à la faveur des mouvements de foules où la joie, le désir de vengeance et les règlements de comptes se mêlent, s’en prennent aux collaborateurs ou à ceux considérés comme tels. C'est le début de l'épuration. Les femmes ayant collaboré ou couché avec des Allemands sont arrêtées, tondues et exposées dans la ville. Certaines seront torturées, violées ou même assassinées. 

Femmes tondues à l'été 1944 en France
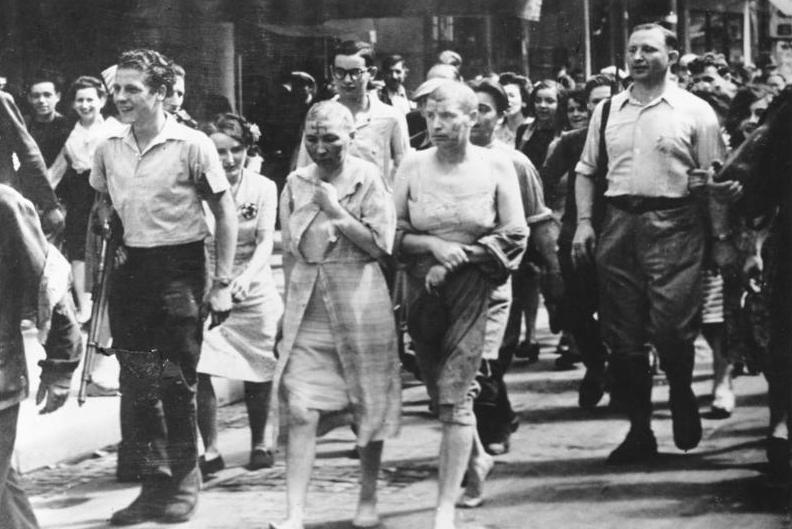
Femmes tondues à Paris pendant l'été 1944, anonyme, Archives fédérales allemandes.
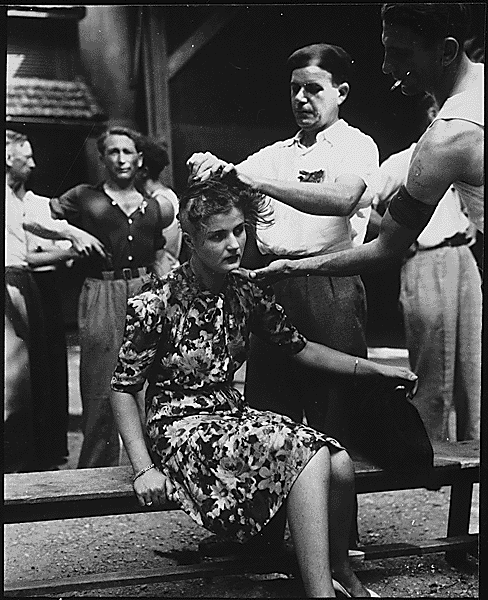
Femme tondue à Montélimar, 29 août 1944, Smith, Archives nationales des États-Unis.

Robert Capa et Ralph Morse couvrent, comme photographes de presse embarqués au sein de la 7e division blindée américaine, l'avance des troupes alliées en France. C'est cette division qui libère Chartres à partir du 15 août avec des combats se poursuivant jusqu'au 19 août.

## La scène
Alors que la libération de la ville est encore en cours, Robert Capa repère cette jeune femme retenue isolée et que l'on doit regrouper avec d'autres coupables de collaboration dans la cour de la préfecture. Le coiffeur de la prison est appelé pour tondre les onze femmes, dont deux prostituées, regroupées ce jour-là, accusées d'avoir collaboré ou couché avec des Allemands. La femme remarquée par Capa est la seule à être marquée au fer rouge. Vers 15 heures, il est décidé de ramener les femmes chez elles en cortège jusqu'à leur domicile. Le photographe décide alors de la suivre lorsqu'elle est amenée chez elle dans une marche honteuse à travers les rues de la ville,. Le cliché est pris rue Collin-d'Harleville, non loin de la préfecture (aujourd'hui cette partie de la rue a été renommée place Jean-Moulin, le cliché est pris à hauteur de l'actuel n° 24 (48° 26′ 48,9″ N, 1° 29′ 08,4″ E)).
Robert Capa s'est placé en avant du cortège, au milieu de la chaussée, change d'objectif (grand angle ou 55 mm) et prend le cliché au moment où la foule arrive sur lui. On aperçoit au premier plan, sur la droite, Georges Touseau, le père de Simone, avec le béret et le baluchon. Derrière lui on distingue juste la tête tondue de Germaine, son épouse. Au second plan, Simone Touseau avec son bébé escortée par un policier et autour plusieurs dizaines de civils, dont une majorité de femmes la regardant.
La photo paraitra dans Life trois semaines plus tard, le 4 septembre 1944.

## Simone Touseau, la femme tondue de la photo
La femme tondue sur la photo est Simone Touseau, une jeune Chartraine de 23 ans et le bébé qu'elle tient dans les bras est sa fille Catherine, née quelques mois plus tôt de sa relation avec un soldat allemand.

### Jeunesse
La jeune femme est née en 1921 à Chartres, fille cadette d'un couple qui tient une crèmerie-poissonnerie périclitant dans les années 1930 de la Grande Dépression. Elle reçoit une éducation catholique conservatrice. Ses parents ne sont pas politisés mais ils vivent mal leur déclassement (son père devient manœuvre). Rongés par la frustration et la haine du Front populaire, ses parents développent des idées ouvertement d’extrême droite (antisémites, anti-anglais). Elle fait ses études dans une école catholique, brillante élève mais elle vit mal la faillite en 1935 du commerce familial et la dégradation sociale de sa famille. Elle se fait remarquer dès avant guerre par ses idées fascistes, dessinant des croix gammées sur ses cahiers et disant à ses camarades que « la France avait elle aussi besoin d'un Hitler ». Elle réussit son baccalauréat en 1941 à une époque où seulement 5% des filles le passaient.

### Collaboration
Ayant appris l'allemand, elle postule juste après son baccalauréat pour un poste de secrétaire-traductrice à la Kommandantur de Chartres où elle est engagée et affectée à la caserne Marceau. Elle y fait rapidement connaissance d'un soldat allemand, Erich Göz, âgé alors de 32 ans. Issu de la bourgeoisie protestante de Künzelsau, une petite ville du Bade-Wurtemberg dans le sud-ouest de l'Allemagne, il a travaillé comme bibliothécaire avant-guerre après des études de sciences humaines. À Chartres, il est responsable de la librairie de l'armée allemande. Selon Gérard Leray  qui a enquêté sur Simone Touseau et auprès de la famille d'Erich Göz, celui-ci garde ses distances vis-à-vis du national-socialisme. Les deux tombent néanmoins amoureux et entament une relation non cachée : ils s'affichent ensemble dans les rues de la ville et Göz se rend quotidiennement chez les Touseau.
Simone Touseau se lie aussi à cette période avec Ella Amerzin-Meyer, une Suisse alémanique de 10 ans son ainée, qui s'est installée à Chartres à la suite de son mariage avec Georges Meyer, un pilote français, héros de la Première Guerre mondiale. Celle-ci avait fréquenté les Allemands dès leur arrivée à Chartres et avait divorcé de son mari. Elle leur sert d'interprète et travaille pour Sipo-SD, la police de sureté et de renseignement allemande (dont fait partie la Gestapo), traduisant des interrogatoires de détenus voire y participant. Elle propose à Simone de la remplacer pendant son congé maternité, son poste étant mieux rémunéré que celui que Simone occupe à la caserne Marceau. 
À l'automne 1942, Göz est muté sur le front de l'Est. Il débute alors, via un camarade resté à Chartres, une correspondance avec Simone. Au printemps 1943, Simone adhère au Parti populaire français, le parti collaborationniste de Jacques Doriot. Blessé cette même année, Göz est hospitalisé à Munich. Simone postule alors au STO, et réussit à se faire envoyer dans cette ville, pour travailler chez BMW. Elle rend alors régulièrement visite à Göz et rencontre même une fois sa famille. Elle tombe enceinte de lui et Erich Göz souhaite alors reconnaitre l'enfant et épouser Simone mais il va se heurter au refus de l'administration allemande qui voit d'un mauvais œil ce type de relations avec les travailleurs étrangers. Lorsque sa grossesse devient visible, Simone Touseau est renvoyée en France, en novembre, où son père manque de la tuer pour avoir sali l'honneur de la famille. Elle accouche le 23 mai 1944 d'une petite fille qu'elle prénomme Catherine. Erich Göz, lui, a été renvoyé sur le front de l'Est où il meurt le 8 juillet 1944 près de Minsk en Biélorussie,.

### Procès et après-guerre
Quelques jours après avoir été tondues et exposées à la vindicte populaire, Simone Touseau et sa mère Germaine sont accusées d'avoir dénoncé cinq habitants de leur quartier de la rue de Beauvais où Simone habite avec ses parents. Dans la nuit du 24 au 25 février 1943, le Sipo-SD avait arrêté cinq chefs de famille et les avaient accusés d'être des « ennemis de l’Allemagne » et d'écouter la BBC. Déportés au camp de Mauthausen en Autriche, deux y mourront. Le 6 septembre, les deux femmes sont incarcérées à la prison de Chartres puis au camp de Pithiviers dans le Loiret. Georges Touseau présenté « comme un brave homme qui ne sait pas tenir les femmes de sa maison » est lui laissé libre ainsi qu'Annette, la sœur ainée de Simone. Mais les quatre membres de la famille sont inculpés d'« atteinte à la sureté extérieure de l'État », un crime passible de la peine de mort. Le 1er mars 1945, Simone et sa mère sont ramenées à Chartres pour leur procès. Leur avocat, l'habile Claude Gerbet fait trainer la procédure jusqu'au printemps 1946. Or à partir du 15 janvier 1946, les jugements ne sont plus rendus à Chartres mais à Paris où les jugements seront plus cléments. À Chartres, la cour spéciale et la chambre civique ont condamné 162 personnes, dont 7 à mort pour des faits de collaboration. Le dossier Touseau est donc transféré à un tribunal parisien. Simone Touseau se défend en accusant son ancienne amie, Ella Amerzin-Meyer, expliquant qu'elle lui avait dit : « Je suis bien contente car je suis débarrassée de ces gens qui ne m’appelleront plus ni espionne ni boche ». Ella Amerzin-Meyer avait fui Chartres avec les Allemands dès le 15 août 1944. Après une longue instruction, le 26 novembre 1946 la cour relève l'insuffisance de charges et relaxe les deux femmes alors retenues à la prison de la Roquette à Paris et qui sont libérées le lendemain. C'est pendant son incarcération, que Simone Touseau apprend la mort d'Erich Göz. Bien que libre, elle est traduite devant une chambre civique et le 8 mars 1947, elle est condamnée à dix ans d'indignité nationale mais le tribunal la dispense de l'interdiction de séjour.
La famille Touseau quitte néanmoins Chartres et va s'installer à 40 km de là, à Saint-Arnoult-en-Yvelines. Simone trouve un emploi dans une pharmacie, se marie en novembre 1954 à un comptable avec qui elle a deux enfants. Dans les années 50, elle se rend plusieurs fois avec son premier enfant à Künzelsau, voir la famille Göz. Ses visites et son passé finissent par se savoir à Saint-Arnoult. Elle va alors perdre son travail, sa famille se brise et elle sombre dans l'alcool et la dépression. Elle meurt en 1966, à 44 ans. La fille qu'elle a eue avec Erich Göz a tiré un trait sur ce passé dont elle refusera de parler par la suite. Elle dira à un journaliste à qui elle a accepté de parler au début des années 2010 avoir détruit les photos et les lettres de correspondance entre sa mère et Erich Göz et avoir tenu ses enfants dans l'ignorance de ce passé.

### Procès d'Ella Amerzin-Meyer
Ella Amerzin-Meyer est elle condamnée à mort  par contumace par la Cour de justice de la Seine pour « intelligence avec l'ennemi ». Elle est extradée d'Allemagne et écrouée à la prison de la Roquette à Paris le 27 septembre 1947. Elle est rejugée et condamnée le 29 avril 1950 aux travaux forcés à perpétuité mais le jugement est annulé un mois plus tard. En effet, elle ne pouvait pas être condamnée pour « intelligence avec l'ennemi » car elle avait pris la nationalité allemande en mai 1944. Elle est relâchée et repart vivre en Allemagne où elle vivra centenaire dans la région de Hanovre.

## Documentaire
- La Tondue de Chartres, documentaire de Patrick Cabouat, Couleurs Productions, 52 min, 2017[12], Prix de la mise en images 2019 du Festival des créations télévisuelles de Luchon[2].

## Émissions de radio
- La Tondue de Chartres, Affaires sensibles, France-Inter, 17 février 2022[13]
- Qui est la Tondue de Chartres ? France Culture, février 2022[14].